# 친론

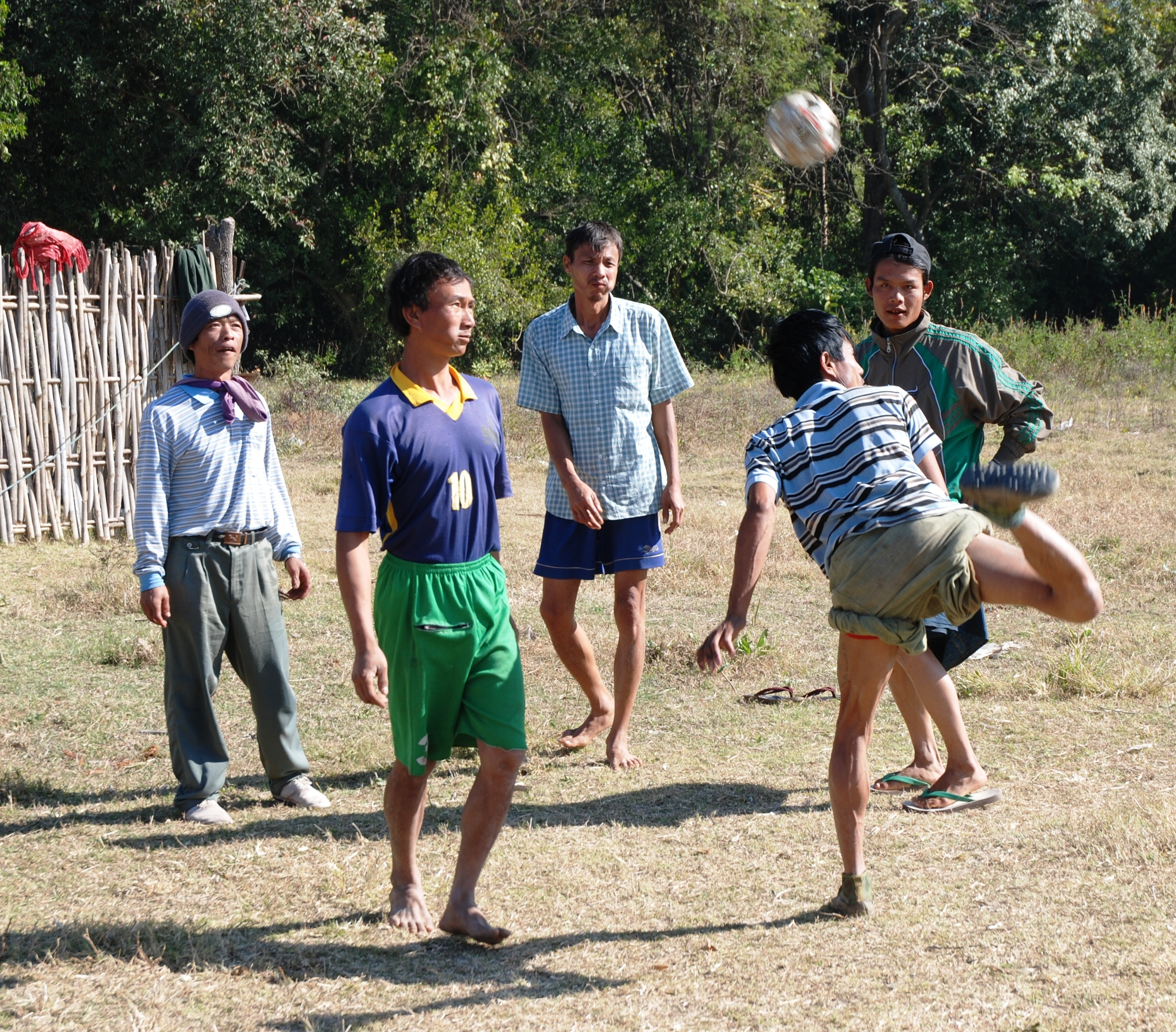
2009년

친론(미얀마어:ခြင်းလုံး, 영어:Chinlone)은 미얀마의 전통 스포츠이다. 친론은 경쟁성을 띄는 일반 스포츠들과는 다르게, 춤과 스포츠의 조합으로, 승패의 구분이 없는 것이 특징이다. 그래서 인지, 스포츠 보다는, 무용에 가깝다는 견해도 있다.

## 같이 보기
- 세팍타크로